# Repetophragma wroblewskii
Repetophragma wroblewskii är en svampart som först beskrevs av Bubák, och fick sitt nu gällande namn av Chirayathumadom Venkatachalier Subramanian 1992. Repetophragma wroblewskii ingår i släktet Repetophragma, klassen Dothideomycetes, divisionen sporsäcksvampar och riket svampar.   Inga underarter finns listade i Catalogue of Life.